# Robert Doornbos
, nizozemski dirkač Formule 1, * 23. september, 1981, Rotterdam, Nizozemska.

## Življenjepis
Mednarodno kariero je začel v prvenstvu Formule 3000 v sezone 2004, ko je z eno zmago in še tremi uvrstitvami na stopničke zasedel tretje mesto v prvenstvu. Obenem je bil testni dirkač moštva Formule 1 Jordan Ford, na zadnjih treh dirkah sezone 2004 in v prvi polovici sezone 2005 tudi tretji dirkač. Nato pa je v zadnjem delu sezone dobil priložnost na dirki z Minardijem, ko je na osmih dirkah zabeležil dva odstopa, kot najboljša rezultata pa trinajsti mesti na dirkah za Veliko nagrado Turčije in Belgije, ob tem pa je dosegel še dve štirinajsti in dve osemnajsti mesti. V večjem delu naslednje sezone 2006 je bil testni in tretji dirkač Red Bulla, na zadnjih treh dirkah sezone pa je dobil priložnost tudi na dirki in dosegel eno trinajsto in dve dvanajsti mesto na dirkah za Veliko nagrado Kitajske in Brazilije. V sezoni 2007 dirka v seriji Champ Car, kjer z dvema zmagama zaseda tretje mesto v prvenstvu.

## Dirkaški rezultati

### Pregled rezultatov
| Sezona | Serija                               | Moštvo                                | Dirke         | Pole          | Zmage         | Toč           | Uvr |
| ------ | ------------------------------------ | ------------------------------------- | ------------- | ------------- | ------------- | ------------- | --- |
| 1999   | Formula Ford 1800 Benelux            | Team JR Racing                        | ?             | 4             | 4             | ?             | 2.  |
| 1999   | Formula Vauxhall Lotus zimska serija | Team JR Racing                        | ?             | ?             | ?             | ?             | 2.  |
| 2000   | Formula Ford 1800 Benelux            | ?                                     | ?             | ?             | ?             | 58            | 5.  |
| 2000   | Nizozemska Formula Ford Zetec        | ?                                     | ?             | ?             | ?             | 61            | 6.  |
| 2000   | Formula Ford Festival                | Sweeney/Hopper Racing                 | 1             | 0             | 0             | ?             | NC  |
| 2001   | Britanska Formula 3                  | Fred Goddard Racing (razred National) | 26            | 1             | 2             | 182           | 5.  |
| 2001   | Nemška Formula 3                     | JB Motorsport                         | 6             | 0             | 0             | 0             | NC  |
| 2002   | Nemška Formula 3                     | Team Ghinzani                         | 18            | 0             | 0             | 17            | 11. |
| 2002   | Italijanska Formula 3                | Team Ghinzani                         | 1             | 0             | 0             | 4             | 11. |
| 2002   | Evropska Formula 3                   | Team Ghinzani                         | 1             | 0             | 0             | ?             | 11. |
| 2002   | Velika nagrada Macaa                 | Team Ghinzani                         | 1             | 0             | 0             | ?             | 6.  |
| 2002   | F3 Korea Super Prix                  | Team Ghinzani                         | 1             | 0             | 0             | ?             | 8.  |
| 2003   | Evropska Formula 3                   | Team Ghinzani                         | 20            | 0             | 0             | 40            | 9.  |
| 2003   | Britanska Formula 3                  | Menu Motorsport                       | 4             | 0             | 0             | 26            | 17. |
| 2003   | Italijanska Formula 3                | Team Ghinzani                         | 1             | 0             | 0             | 6             | 16. |
| 2003   | Velika nagrada Macaa                 | ?                                     | 1             | 0             | 0             | ?             | NC  |
| 2003   | Masters Formule 3                    | ?                                     | 1             | 0             | 0             | ?             | 18. |
| 2003   | F3 Korea Super Prix                  | Menu Motorsport                       | 1             | 0             | 0             | ?             | 2.  |
| 2004   | Formula 3000                         | Arden International                   | 10            | 0             | 1             | 44            | 3.  |
| 2005   | Formula 1                            | Minardi                               | 8             | 0             | 0             | 0             | 25. |
| 2005   | Formula 1                            | Jordan                                | Testni dirkač | Testni dirkač | Testni dirkač | Testni dirkač | 25. |
| 2006   | Formula 1                            | Red Bull                              | 3             | 0             | 0             | 0             | 24. |
| 2007   | Champ Car                            | Minardi Team USA                      | 14            | 0             | 2             | 268           | 3.  |

### Formula 3000
(legenda) (odebeljene dirke pomenijo najboljši štartni položaj, poševne pa najhitrejši krog)
| Leto | Moštvo | Šasija      | Motor         | Gume | 1     | 2      | 3     | 4     | 5     | 6      | 7     | 8     | 9     | 10    | Toč | Prv |
| ---- | ------ | ----------- | ------------- | ---- | ----- | ------ | ----- | ----- | ----- | ------ | ----- | ----- | ----- | ----- | --- | --- |
| 2004 | Arden  | Lola B02/50 | Zytek-Judd KV | A    | SMR 3 | ESP 14 | MON 6 | EUR 2 | FRA 5 | GBR 10 | GER 4 | HUN 7 | BEL 1 | ITA 3 | 3.  | 44  |

### Formula 1
(legenda) (odebeljene dirke pomenijo najboljši štartni položaj, poševne pa najhitrejši krog, †-uvrščen kljub odstopu)
| Leto | Moštvo            | Šasija       | Motor                   | 1      | 2      | 3      | 4      | 5      | 6      | 7      | 8     | 9      | 10     | 11     | 12     | 13      | 14     | 15     | 16     | 17      | 18     | 19     | Prv | Toč |
| ---- | ----------------- | ------------ | ----------------------- | ------ | ------ | ------ | ------ | ------ | ------ | ------ | ----- | ------ | ------ | ------ | ------ | ------- | ------ | ------ | ------ | ------- | ------ | ------ | --- | --- |
| 2004 | Jordan Ford       | Jordan EJ14  | Ford RS2 3.0 V10        | AVS    | MAL    | BAH    | SMR    | ŠPA    | MON    | EU     | KAN   | ZDA    | FRA    | VB     | NEM    | MAD     | BEL    | ITA    | KIT TD | JAP TD  | BRA TD |        | -   | -   |
| 2005 | Jordan Grand Prix | Jordan EJ15  | Toyota RVX-05 3.0 V10   | AVS TD | MAL TD | BAH TD | SMR TD | ŠPA TD | MON TD | EU     | KAN   | ZDA TD |        |        |        |         |        |        |        |         |        |        | 25. | 0   |
| 2005 | Jordan Grand Prix | Jordan EJ15B | Toyota RVX-05 3.0 V10   |        |        |        |        |        |        |        |       |        | FRA TD | VB TD  |        |         |        |        |        |         |        |        | 25. | 0   |
| 2005 | Minardi Cosworth  | Minardi PS05 | Cosworth TJ2005 3.0 V10 |        |        |        |        |        |        |        |       |        |        |        | NEM 18 | MAD Ret | TUR 13 | ITA 18 | BEL 13 | BRA Ret | JAP 14 | KIT 14 | 25. | 0   |
| 2006 | Red Bull Racing   | Red Bull RB2 | Ferrari 056 2.4 V8      | BAH TD | MAL TD | AVS TD | SMR TD | EU TD  | ŠPA TD | MON TD | VB TD | KAN TD | ZDA TD | FRA TD | NEM TD | MAD TD  | TUR TD | ITA TD | KIT 12 | JAP 13  | BRA 12 |        | 24. | 0   |

### Champ Car
(legenda) 
| Leto | Moštvo           | 1     | 2      | 3     | 4     | 5     | 6     | 7     | 8      | 9     | 10     | 11    | 12     | 13    | 14      | Prv | Toč |
| ---- | ---------------- | ----- | ------ | ----- | ----- | ----- | ----- | ----- | ------ | ----- | ------ | ----- | ------ | ----- | ------- | --- | --- |
| 2007 | Minardi Team USA | LVE 2 | LGB 13 | HST 3 | POR 3 | CLE 2 | MTT 1 | TOR 6 | EDM 11 | SAN 1 | ROA 14 | ZOL 7 | ASS 13 | SUR 4 | MEX Ret | 3.  | 268 |